# Kamberk
Kamberk (en allemand : Kamberg) est une commune du district de Benešov, dans la région de Bohême-Centrale, en République tchèque. Sa population s'élevait à 140 habitants en 2020.

## Géographie
Kamberk se trouve à 13 km au sud-sud-ouest de Vlašim, à 24 km au sud-sud-est de Benešov et à 61 km au sud-est de Prague.
La commune est limitée par Zvěstov au nord-ouest, par Louňovice pod Blaníkem au nord-est, par Načeradec à l'est, par Vilice au sud, et par Šebířov à l'ouest.

## Histoire
La première mention écrite de la localité date de 1261. Kamberk s'est appelée Zlaté Hory de 1951 à 1991.

## Galerie

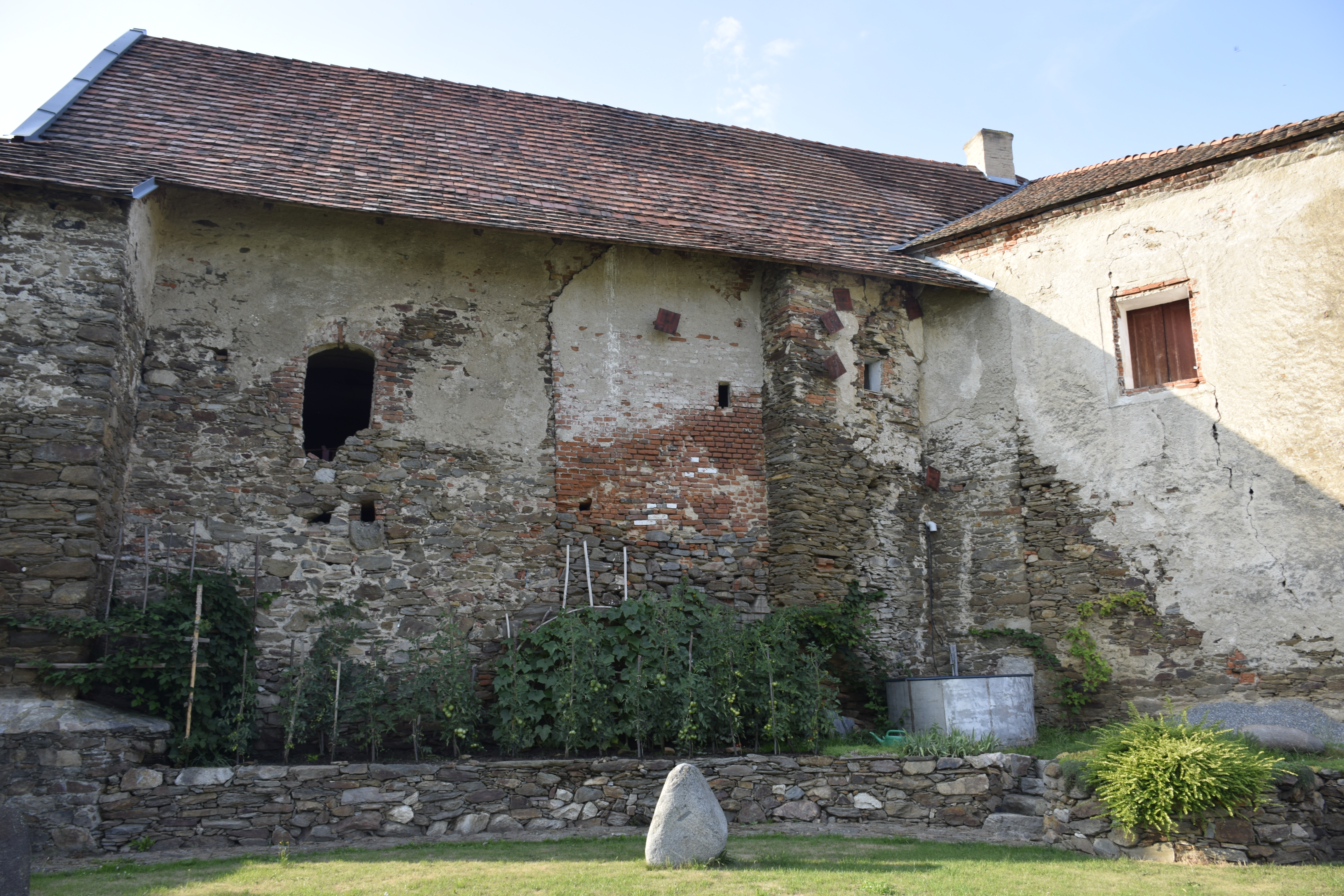
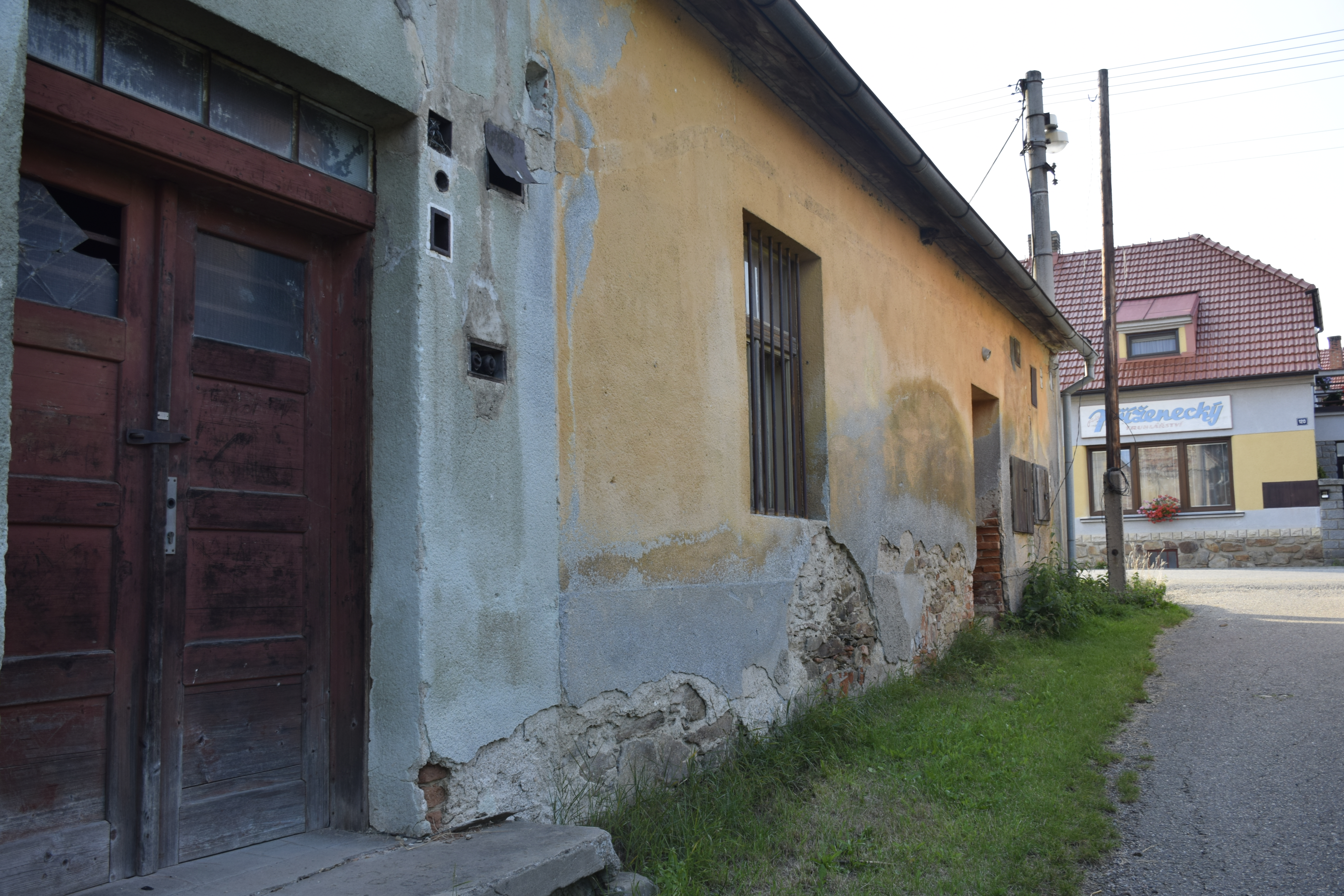
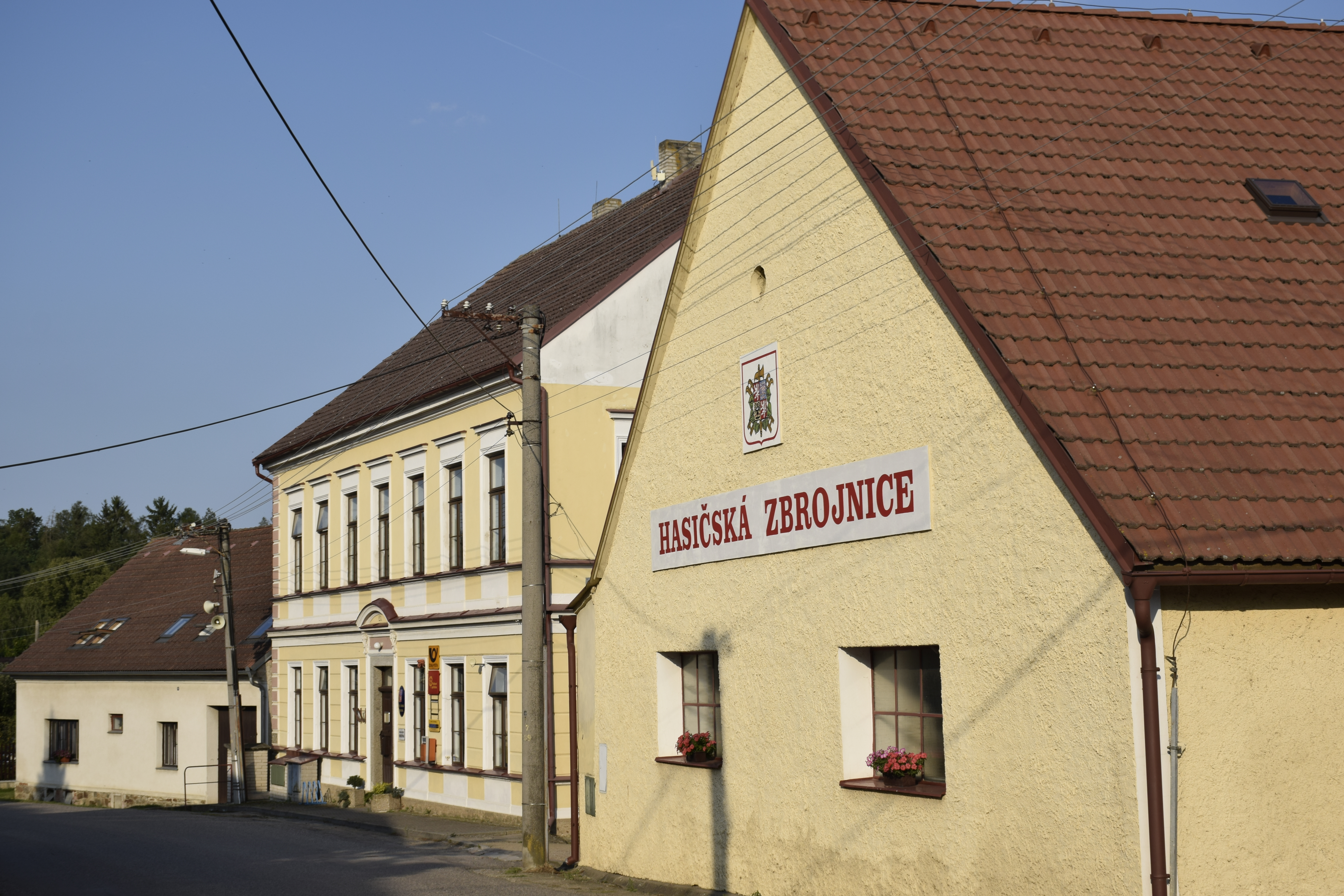
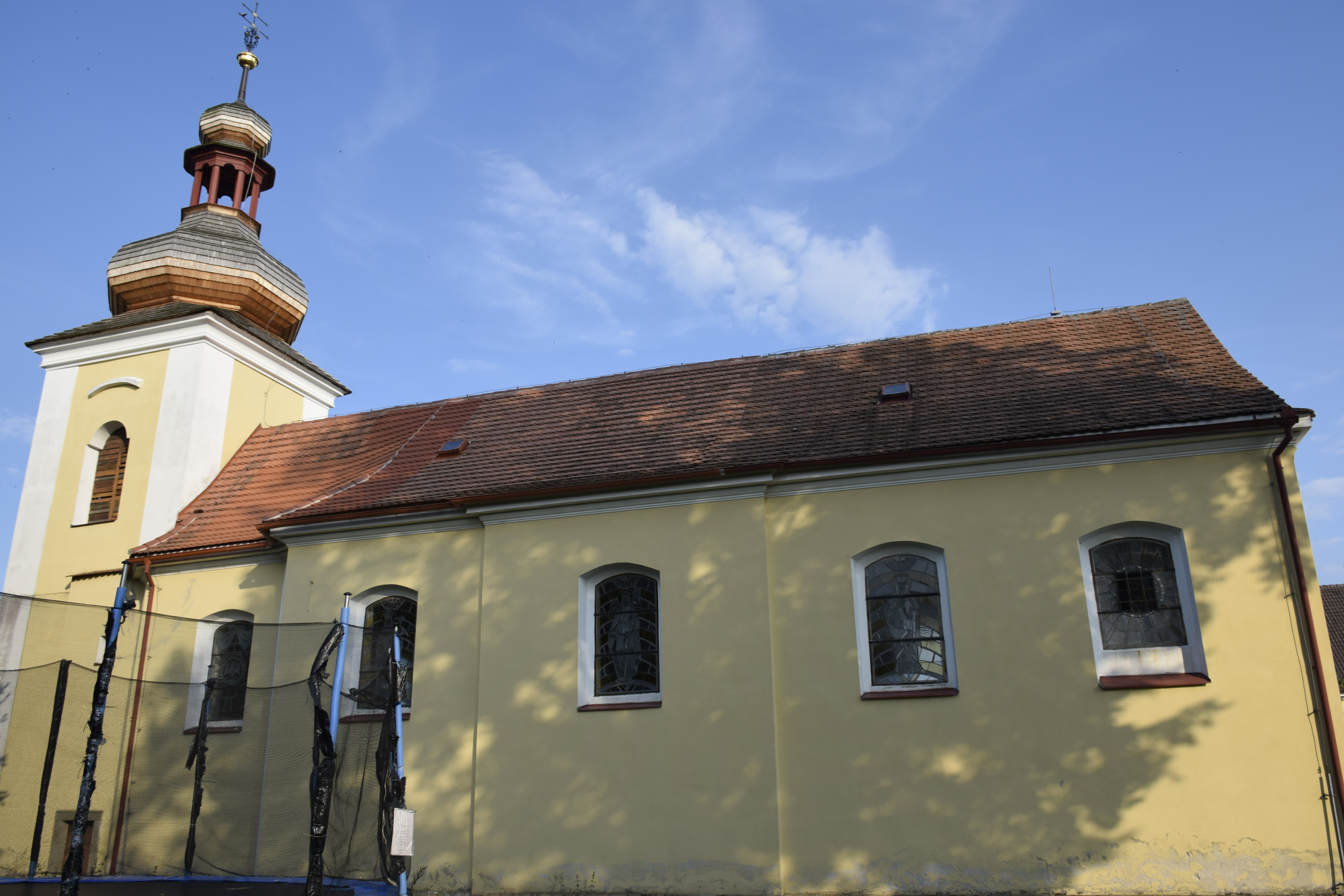
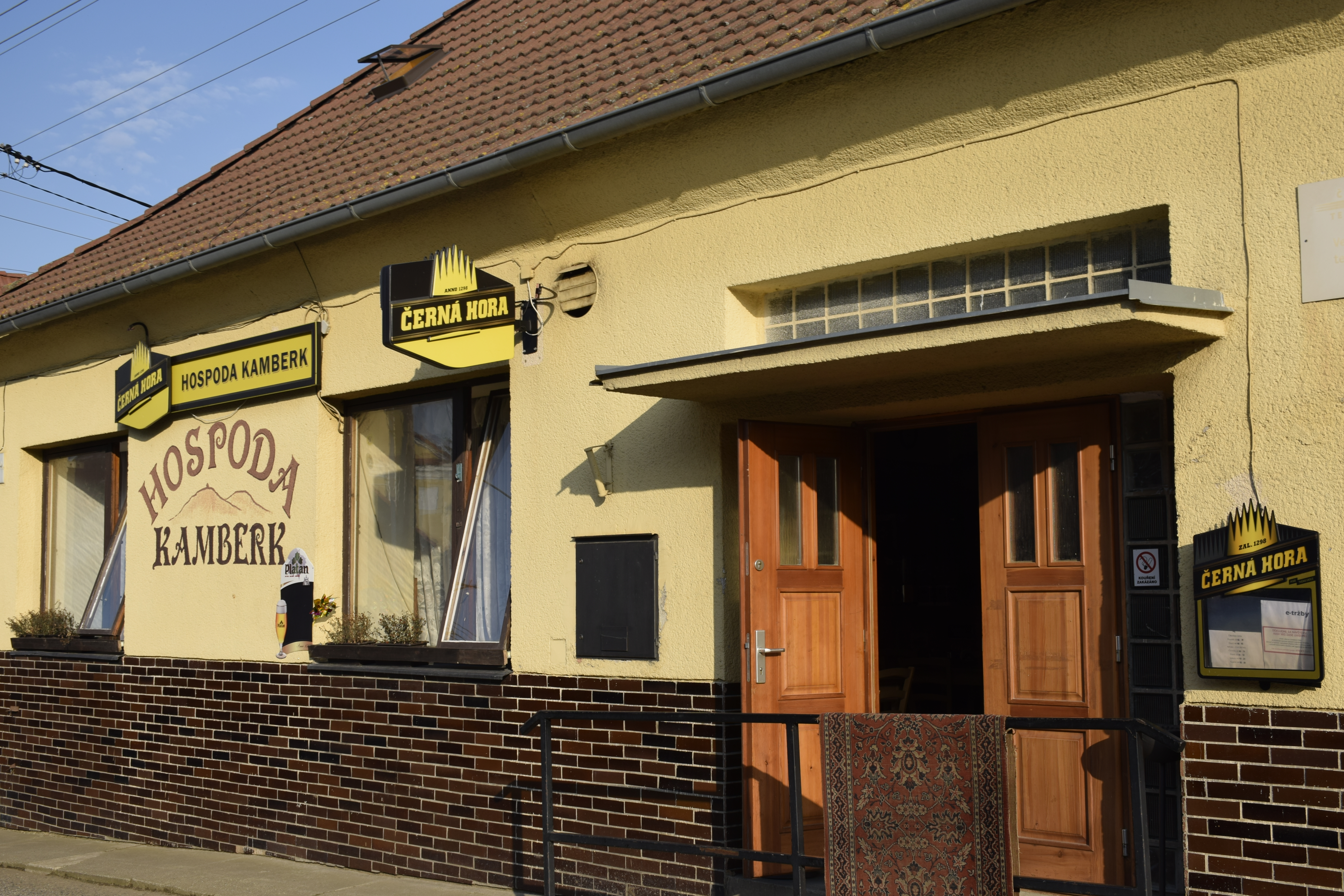